# S.T.A.L.K.E.R.: Shadow of Chernobyl
S.T.A.L.K.E.R.: Shadow of Chernobyl, eerder bekend als S.T.A.L.K.E.R.: Oblivion Lost, is een first person shooter computerspel. Het is ontwikkeld door GSC Game World en uitgebracht in 2007.
Het is een semi-realistische shooter, waar in Tsjernobyl een nieuwe kernramp plaatsvindt, met vreemde effecten op de omgeving. Het spel heeft een niet-lineaire verhaallijn en heeft ook enkele role playing-elementen en interactie met NPC's.
De terminologie in het spel (zoals de Zone, Stalker , ...) en het achterliggende idee komen grotendeels van een boek met de titel Roadside Picnic (in het Nederlands vertaald als Bermtoeristen), geschreven door Arkadi en Boris Stroegatski en de daarop gebaseerde film Stalker van Andrej Tarkovski.
In het spel neemt de speler de identiteit aan van een 'Stalker', een avonturier/schatzoeker in 'de Zone'. de Zone is het afgezette gebied rondom de kerncentrale van Tsjernobyl na de tweede (fictieve) explosie (de vervreemdingszone). In de Zone komt een ongewone flora en fauna voor, en zelfs de natuurwetten gelden niet altijd, allemaal te wijten aan de overvloedige radioactieve bestraling.
Op 11 juli 2007 kondigde GSC een prequel aan: S.T.A.L.K.E.R.: Clear Sky. Deze werd uitgebracht september 2008. Clear Sky speelt af in 2011, één jaar voor de gebeurtenissen van Shadow Of Chernobyl.

## Setting
S.T.A.L.K.E.R. speelt zich af in een gebied dat de Zone wordt genoemd. De Zone is gebaseerd op de echte vervreemdingszone en is ook geïnspireerd door fictieve werken: Boris en Arkady Strugatsky's sciencefictionnovelle Roadside Picnic (1972) en Andrei Tarkovsky's film Stalker (1979) die losjes is gebaseerd op het boek, evenals de daaropvolgende romanbewerking The Wish Machine van de film door de Strugatsky-broers.
De Zone beslaat ongeveer 30 vierkante kilometer en bevat een deel van het Tsjernobyl-gebied dat zich uitstrekt ten zuiden van de Kerncentrale van Tsjernobyl; geografische veranderingen voor artistieke vrijheid omvatten het verplaatsen van de stad Pripjat naar dit gebied (het ligt eigenlijk ten noordwesten van de elektriciteitscentrale), hoewel de stad zelf direct is gemodelleerd naar zijn echte tegenhanger, hoewel kleiner van formaat, en in-game recreaties bevat van veel echte locaties uit de stad. De term Stalkers werd ook gebruikt voor de wetenschappers en ingenieurs die het interieur van de Tsjernobyl-sarcofaag onderzochten na de overhaaste constructie in 1986. Daarnaast is de Zone ook een term die wordt gebruikt om te verwijzen naar de 30 kilometer lange uitsluitingszone rond de elektriciteitscentrale.
In het achtergrondverhaal van de game werden na de eerste Kernramp van Tsjernobyl pogingen gedaan om het gebied opnieuw te bevolken, voornamelijk met wetenschappers en militair personeel. In 2006, bijna 20 jaar na het eerste incident, vond echter een mysterieuze tweede ramp plaats, waarbij de meeste inwoners omkwamen of muteerden. S.T.A.L.K.E.R. begint jaren later, nadat mensen naar de Zone zijn gekomen op zoek naar geld, waardevolle artefacten en wetenschappelijke informatie. In overeenstemming met het post-nucleaire verval binnen de Zone, heeft extreme straling mutaties veroorzaakt bij dieren en planten in het gebied. Als gevolg van de tweede ramp is de Zone ook bezaaid met gevaarlijke kleine gebieden met veranderde fysica, bekend als anomalieën. Ontdekkingsreizigers en speurders die in de Zone actief zijn, ook wel Stalkers genoemd, beschikken over een anomaliedetector. Deze geeft waarschuwingssignalen met een wisselende frequentie, afhankelijk van de nabijheid van een anomalie.

## Verhaal
Bijna twintig jaar na de eerste ontploffing, volgde er een tweede explosie in Tsjernobyl die een nieuwe wolk van radioactief materiaal de lucht inblies en opnieuw een zwaar besmette zone creëert rond de centrale. We zijn nu in 2012, het stralingsniveau is gezakt en de Zone wordt geleidelijk aan binnengedrongen door Stalkers, aangetrokken door allerhande verhalen en legenden.
In het openingsfilmpje zien we hoe een truck, beladen met lijken, tijdens zwaar onweer uit de Zone komt gereden. De truck wordt door de bliksem geraakt en gaat van de weg. De volgende morgen wordt er door een Stalker tussen de lijken nog een levende gevonden. Omwille van een tatoeage op zijn arm (het acroniem S.T.A.L.K.E.R.) wordt deze 'Marked One' genoemd. Op zijn zakcomputer staat slechts één bericht: 'Kill Strelok'.
De speler kruipt in de huid van deze 'Marked One'. Door Strelok te vinden hoopt hij zijn verleden te ontrafelen (hij lijdt aan geheugenverlies) en een antwoord te vinden op de vraag hoe hij in de dodentruck terechtkwam die uit het midden van de Zone kwam, een gebied dat haast ondoordringbaar is. Misschien ontdekt hij nog meer, een reden waarom men deze hel geschapen heeft.
Geleidelijk aan leert de speler meer over deze mysterieuze Strelok. Het blijkt dat hij een Stalker was die samen met zijn groep tot diep in het midden van de Zone is geraakt. Dit is opmerkelijk, want de doorgang wordt geblokkeerd door de "Brain Scorcher". Iedereen die er te dicht in de buurt van komt verandert al snel in een zombie.

## Gameplay
Het spel kent twee grote verhaallijnen. De 'Strelok mission' en de 'Wishgranter mission'. De Wishgranter is een legende over een machine, diep in het centrum van de zone, die wensen zou vervullen. De speler doorloopt het spel door verschillende missies te doen, die hem meestal aan extra informatie helpen over de Zone en/of Strelok. De Zone heeft zijn eigen geschiedenis en folklore, de legende van de Wish Granter bijvoorbeeld.
De Zone heeft ook een dag- en nachtverloop. Overdag ben je zichtbaarder voor vijanden, dus zou men denken dat het veiliger is om 's nachts rond te lopen. Maar dan komen de mutanten naar buiten en is het ook moeilijk om de dodelijke anomalieën te detecteren.

## Anomalieën en artefacten
In de Zone zijn er vele 'anomalieën', kleine gebieden waar de natuurwetten niet meer gelden. Deze anomalieën produceren artefacten: waardevolle voorwerpen met vreemde eigenschappen. De speler kan deze artefacten doorverkopen, of aan zijn riem bevestigen. Dan wordt het artefact geactiveerd en krijgt de speler een bonus. Zo zijn er artefacten die het bloeden tegengaan. Tegelijk is er aan deze artefacten ook een nadeel verbonden voor wie ze gebruikt. Zo zal het bloeden misschien wel worden tegengegaan, maar tegelijk is de speler kwetsbaarder voor bijvoorbeeld brandwonden. Er zijn vele soorten artefacten, elk met hun eigen voor- en nadeel, al hebben sommige artifacten helemaal geen nadelen.

## Plot
Omwille van het niet-lineaire spelverloop, en de keuze uit Strelok of Wish Granter-verhaallijnen, heeft het spel verschillende einden, allemaal afhankelijk van hoe de speler het spel heeft doorlopen. De Strelok-verhaallijn heeft twee eindes, de Wish Granter vijf.

## "Valse" einden
Als de speler niet de decoder uit een hotel in Pripyat haalt, gaat hij sneller door de levels Pripyat en Sarcophagus. Na een het laatste level doorlopen te hebben komt hij tegenover de Wish Granter te staan. Hij doet dan een wens. Er zijn dan vijf eindes, gebaseerd op verschillende factoren:
1. Als de speler zowel de leider van Duty als van Freedom heeft gedood, wenst hij: I want to rule the world.. De Monolith zal dan zijn ziel opnemen en hij wordt er een deel van.
2. Als de speler meer dan 50.000 RU (Russische roebel, de munteenheid in het spel) heeft, wenst hij: I want to be rich.. Een metalen bout valt vanuit het dak, maar Marked One ziet het als een munt, daarna vallen duizenden "munten" naar beneden, tot het dak ineenstort op Marked One. Hij raakt volledig bedolven onder het puin, alleen zijn hand, met de metalen bout erin, steekt er nog bovenuit.
3. Als de speler een uitstekende reputatie heeft, wenst hij: I want the Zone to disappear. Hij wordt wakker in een proper Tsjernobyl, zonder mutanten of bestraling. Maar als de speler naar de ogen van Marked One kijkt, ziet hij dat zijn pupillen zijn verdwenen. Blijkbaar is alleen voor hem de Zone verdwenen.
4. Als de speler een zeer slechte reputatie heeft, wenst hij: Humanity is corrupt, It must be controlled. Hij begint beelden te zien van de vreselijke dingen die de mensheid heeft begaan: oorlog, kernkoppen,... Na deze flashbacks zit hij alleen in de sarcofaag. Deze beelden kunnen ook verklaard worden als de Monolith die hem apocalyptische beelden laat zien, om hem te tonen dat zijn wens gaat uitkomen.
5. Als de speler geen van bovenstaande heeft bereikt, wenst hij: I want to be immortal.. De Monolith zal hem dan in een metalen standbeeld veranderen.

De vijf wensen hebben elk een ander eindfilmpje, maar toch is het niet het "echte" einde. Daarvoor moet men praten met de Guide, en de decoder uit het hotel in Pripjat halen. De Wish Granter is eigenlijk maar een afleidingsmanoeuvre om het echte geheim in de Zone te verhullen (zie hieronder)

## Het geheim van de Zone
Verscheidene jaren na de eerste kernramp, werd het afgezette gebied gebruikt voor onderzoeksprojecten, geleid door de Russische regering. Ondergrondse laboratoria werden opgericht onder de verlaten fabrieken en één groot lab hiervan bevond zich rechtstreeks onder Reactor 4 en de Sarcofaag. De experimenten waren vooral gefocust op de aspecten van de geest, en het creëren van buitenzintuigelijke waarnemingen. Eén experiment was het maken van een zogenaamde "hive mind": het "Collective Consciousness"-project. In het kort: het gaat erom om de geesten van personen samen te smelten, om zo een sterkere geest te maken die de noosphere kan beïnvloeden, aangezien individuen de noosphere niet kunnen beïnvloeden. De noosphere is omgeving tot waar en waarin de geesten (nous in het Grieks) van alle mensen zitten. (net zoals de biosfeer de omgeving is waarin alle leven (bios in het Grieks) zich afspeelt)
Kort nadat het C-Consciousness project succesvol was opgestart door de versmelting van zeven geesten, implodeerde de Sovjet-Unie. Enkele onderzoekslaboratoria werden verlaten. De bedoeling van C-Consciousness was, door de versmelting van de zeven geesten, de noosphere te kunnen manipuleren, zo zouden de negatieve en vernietigende trekken en emoties van de geest geëlimineerd worden om zo wereldvrede te schapen. Maar de eerste poging in 2006 om de noosphere te controleren werd een ramp. Er volgde een grote ontploffing, zowel in fysieke als mentale krachten, en de hele noosphere in de omgeving van het lab was ontregeld en oncontroleerbaar geworden. Net zoals de biosfeer het leven op Aarde beïnvloedt, zo beïnvloedt de noosphere de fysieke realiteit. de Zone is de vervormde noosphere, maar dan zichtbaar. Omdat de noosphere ontregeld is, gelden de natuurkundige wetten niet meer.
De ontregeling van de noosphere is de oorzaak van het verschijnen van de Anomalieën en mutanten die in de Zone voorkomen. Wanhopig proberend om de fout te herstellen, en om zich te beschermen van de binnendringende Stalkers en militairen, creëerde C-Consciousness de Monolith, die de geest van iedereen overnam die te dichtbij kwam, in Reactor 4. Ze gebruikten die speciale eigenschap om van normale mensen de Monoliths te maken, een groep Stalkers die de Monolith aanbidden en anderen proberen weg te houden uit het centrum van de Zone. Ze veranderden de staalfabriek nabij Pripyat in de Brain Scorcher, die de geest van elk individu zou vernietigen als die te dichtbij kwam, wat hen veranderde in agressieve zombies (waarvan sommige worden gehersenspoeld tot Monolithians). Ze stuurden enkele agenten als Stalkers naar de Zone om de legende van de Wishgranter te verspreiden, om er zeker ervan te zijn dat iedereen die toch voorbij de Brain Scorcher en de Monoliths geraakte, naar de Monolith ging en daar vernietigd werd.
Dit duurde enkele jaren, maar C-Consciousness was niet in de staat om de schade van de ontploffing te herstellen. Het werd zelfs erger, er waren regelmatig blow-outs, momenten waarin de verstoring van de noosphere op zijn hoogst is. Toch bleef C-Consciousness volharden in zijn experimenten, en om missies uit te voeren in de Zone zelf, had het nood aan special agents die konden worden ingezet in de Zone zelf. Deze agenten waren gevangen, binnengedrongen Stalkers, die werden gehersenspoeld en de tatoeage S.T.A.L.K.E.R. kregen. Ze werden door de dodentrucks naar buiten gesmokkeld om zich zo onder de andere Stalkers te kunnen mengen. En hier komen Marked One en Strelok op het toneel.
Strelok en zijn vrienden, namelijk Fang, Ghost en Doc., waren een groep Stalkers die enorm geïnteresseerd waren naar wat zich in het centrum van de Zone echt afspeelde. Een paar weken voor de start van het spel, slaagden ze erin om voorbij de Brain Scorcher te glippen, helemaal naar Reactor 4. Ze vonden de Monolith, een elektronisch verzegelde deur onder de Monolith,(die naar C-Consciousness leidde) en documenten die aangaven dat de Monolith zelf een val was. Maar ze moesten zich terugtrekken, en de volgende poging om de Sarcofaag binnen te dringen liep helemaal verkeerd af. Ze hadden een elektronische sleutel die de deur zou openen, maar deze keer stonden de Monoliths gereed en werden ze teruggedreven. Hun ontsnapping werd bemoeilijkt omdat er zich net een blowout voordeed. Ghost en Fang konden ontsnappen, maar Fang was zwaargewond en stierf nog voordat ze Pripyat uit waren. Strelok bleef in de blow-out maar kon later toch ontsnappen. Maar de groep was uit elkaar gevallen en Strelok liet een bericht achter in de schuilplaats van de groep dat hij alleen naar het centrum zou proberen door te breken. Strelok werd gevangen en gehersenspoeld. En dit was een perfecte gelegenheid voor C-Consciousness om een S.T.A.L.K.E.R. terug de Zone in te sturen. Ghost, die na het bericht niets meer van Strelok had gehoord, besloot hierop zich te richten op veiliger werk, verder weg van het centrum van de Zone, in dienst van geleerden.
Strelok werd zo een potentieel groot gevaar voor C-Consciousness en de geheimhouding van het project, en er werd besloten om hem te vermoorden. Maar, door ongekende factoren maakte C-Consciousness een fout: ze kenden de identiteit niet van de man die ze hadden gevangen, en programmeerden hem om Strelok (zichzelf dus) te vermoorden. Ze plaatsen Strelok-Marked One in de dodentruck. De dodentruck crashte en C-Consiousness verloor het contact met hem zodat ze hem niet meer konden manipuleren met de psi-emmitors die overal in de Zone staan opgesteld. Strelok was dus een vrij man, al wist hij niet wie hij was.
Met de hulp van Doc. krijgt hij de decoder in handen de deur naar C-Consciousness opent. Dan heeft C-Consciousness geen opties meer: ze vertellen alles over de Zone , C-Consciousness zelf, en het doel om wereldvrede te creëren, ook al verliest de mens dan zijn vrije geest. Na de uitleg plaatsen ze Strelok voor de keus: Meedoen met C-Consciousness of niet.

## "Echte" eindes
1) Als de speler ermee instemt om mee te doen met C-Consciousness, is te zien hoe hij in een soort capsule wordt geplaatst. Later zien we Doc., samen met zijn hond, ergens in de Zone, zich afvragend of Strelok dood is of niet. Uiteindelijk neemt hij aan dat Strelok wel in orde is.
2) Als de speler weigert om mee te doen met C-Consciousness, wordt hij uit de kerncentrale gegooid. Er volgt nog één level, op het dak van de kerncentrale, waarin hij wordt geconfronteerd met de overblijvende Monoliths. Na het level volgt een scène waarin hij in een kamer binnenstapt, waar mensen in een soort capsule aan een machine hangen: de echte kern van C-Consciousness. Hij schiet de capsules stuk, en het beeld vervaagt. Dan is Strelok te zien in een zonnig grasveld, en we horen zijn gedachten: "I don't know whether I was right or wrong. I guess I'll never know. But I made it. And I guess I should be thankful for that". Dan valt hij in slaap op het gras. Het is niet duidelijk of deze scène zich buiten of binnen de Zone afspeelt. Als het zich in het gebied dat eerst de Zone was, afspeelt, dan heeft de vernietiging van C-Consciousness ook de verdwijning van de Zone tot gevolg. Als dit niet het geval is, dan wordt hij wakker buiten de Zone, die nog steeds bestaat, maar C-Consciousness is alsnog vernietigd.
Echter lijkt vanuit het vervolg, S.T.A.L.K.E.R.: Call of Pripyat, dat de Zone alsnog niet vernietigd is: de hoofdpersoon van Call of Pripyat, majoor Alexander Degtyarev, wordt de Zone ingestuurd, een tijdje nadat Strelok in Shadow of Chernobyl de Brain Scorcher heeft uitgeschakeld. de Zone is nog steeds radioactief en de 'anomalies' zijn nog altijd aanwezig. De gebeurtenissen in Call of Pripyat spelen zich af volgens de canon van S.T.A.L.K.E.R. (hoe het verhaal écht gebeurd is) in een gebied dat nog steeds verwoest is door de kernramp. de Zone is dus volgens de canon nog niet vernietigd.

## Kritieken
S.T.A.L.K.E.R. werd in het algemeen zeer goed onthaald. De meeste kritieken waren lovend, ondanks dat men al tijden op het spel wachtte (de ontwikkeling begon in 2001, maar werd flink vertraagd). De grootste kritieken gingen over kleine bugs die de gameplay aantasten, maar de meeste zijn wel verholpen door de uitgebrachte patches. Een ander punt van kritiek was dat eigenlijk maar de helft van de zichtbare kaart werkelijk bespeelbaar is. Een groot punt van lof betrof de sfeer in het spel en de verschillende eindes die beschikbaar zijn. De score gegeven door PC-magazines schommelt meestal tussen 8.5/10 en 9/10.

## Trivia
- Het spel is opgenomen in het boek 1001 Video Games You Must Play Before You Die van Tony Mott.